# Đảng Tiến bộ Nhân dân lao động
Đảng Tiến bộ Nhân dân lao động (tiếng Hy Lạp: Ανορθωτικό Κόμμα Εργαζόμενου Λαού (ΑΚΕΛ), Anorthotikó Kómma Ergazómenou Laoú (AKEL); tiếng Thổ Nhĩ Kỳ: Emekçi Halkın İlerici Partisi) là một đảng chính trị theo tư tưởng chủ nghĩa Marx - Lênin, chủ nghĩa cộng sản của Síp.
AKEL là một trong hai đảng lớn ở Síp, và nó ủng hộ một đảo Síp độc lập, phi quân sự và không liên kết, và một giải pháp liên bang về khía cạnh nội bộ của vấn đề Síp. Nó đặc biệt nhấn mạnh vào việc tái lập mối quan hệ với người Síp Thổ Nhĩ Kỳ. Nó ủng hộ nhập cảnh vào Liên minh châu Âu với một số hạn chế nhất định. Ban đầu, AKEL ủng hộ Kế hoạch Annan năm 2004, nhưng cuối cùng, nó đã phản đối kế hoạch này vì Hội đồng Bảo an Liên Hợp Quốc không đảm bảo về an ninh sau thống nhất.
Là một đảng ủng hộ mạnh mẽ các lợi ích phúc lợi và quốc hữu hóa, AKEL đã áp dụng thành công một số biện pháp xã hội để hỗ trợ phúc lợi kinh tế của người Síp trong cuộc khủng hoảng tài chính cuối những năm 2000, như tăng lương hưu thấp 30% và tăng cường lợi ích phúc lợi cho sinh viên đại học đến 12 triệu euro mỗi năm. Nhìn chung, 1,2 tỷ euro đã được chi cho các phúc lợi phúc lợi trong ba năm đầu tiên mà AKEL nắm quyền, với nhiều cải tiến được thực hiện trong việc cung cấp phúc lợi xã hội. Đảng này hiện đang là đảng đối lập sau cuộc bầu cử năm 2013. Ứng cử viên của đảng đã bị đánh bại trong cuộc bầu cử tổng thống năm 2018 chống lại tổng thống đương nhiệm.